# جون هودغ إيوينغ
جون هودغ إيوينغ هو محامي وسياسي أمريكي، ولد في 5 أكتوبر 1796 في Brownsville, Pennsylvania ‏ في الولايات المتحدة، وتوفي في 9 يونيو 1887 في واشنطن في الولايات المتحدة. نشط حزبياً في الحزب الجمهوري. وقد انتخب عضو مجلس ولاية بنسيلفانيا ‏ وانتخب عضو مجلس نواب بنسيلفانيا ‏ وانتخب عضو مجلس النواب الأمريكي ‏.